# Giovani Calciatori Vigevanesi 1935-1936
Questa pagina raccoglie i dati riguardanti la Giovani Calciatori Vigevanesi nelle competizioni ufficiali della stagione 1935-1936.

## Rosa
| N. |                   | Ruolo | Calciatore          |
| -- | ----------------- | ----- | ------------------- |
|    | Italia (bandiera) | D     | Ugo Bonzano         |
|    | Italia (bandiera) | A     | Tarcisio Camerin    |
|    | Italia (bandiera) | C     | Mario Cavigliani    |
|    | Italia (bandiera) | C     | Piero Colli         |
|    | Italia (bandiera) | A     | Aldo Collimedaglia  |
|    | Italia (bandiera) | C     | Oreste Corsico      |
|    | Italia (bandiera) | A     | Vittorio Erba       |
|    | Italia (bandiera) | A     | Oreste Ferrari      |
|    | Italia (bandiera) | A     | Umberto Ferrari     |
|    | Italia (bandiera) | D     | Giuseppe Fiammenghi |
|    | Italia (bandiera) | C     | Adolfo Giuntoli     |
|    | Italia (bandiera) | P     | Luigi Griffanti     |

| N. |                   | Ruolo | Calciatore        |
| -- | ----------------- | ----- | ----------------- |
|    | Italia (bandiera) | A     | Giuseppe Maggi    |
|    | Italia (bandiera) | C     | Giovanni Marin    |
|    | Italia (bandiera) | A     | Armando Massiglia |
|    | Italia (bandiera) | P     | Giovanni Modolo   |
|    | Italia (bandiera) | C     | Carlo Morosi      |
|    | Italia (bandiera) | C     | Bruno Palma       |
|    | Italia (bandiera) | C     | Pietro Pastorino  |
|    | Italia (bandiera) | D     | Franco Petermann  |
|    | Italia (bandiera) | D     | Edgardo Rebosio   |
|    | Italia (bandiera) | A     | Dario Savio       |
|    | Italia (bandiera) | C     | Luigi Villa       |
|    | Italia (bandiera) | A     | Innocente Zanini  |